# Лев Вайнштейн
Лев Вайнштейн (4 січня 1883 – 13 березня 1978) — український єврейський юрист, комерсант і меценат, який найбільшу частину свого життя промешкав у Фінляндії.
Вайнштейн народився в Ялті в єврейській селянській родині. 1910 року закінчив юридичний факультет Одеського університету і працював адвокатом спочатку в Одесі, а потім у Москві. У Москві одружився з Регіною Тиллінг, а 1916 року почав працювати в вовняній компанії свого тестя. Після Жовтневої революції Вайнштейну довелося полишити комерцію в Росії, і в другій половині 1918 року він разом з дружиною переїхав до Фінляндії. Там він провадив успішну комерцію в текстильній промисловості, а згодом у капелюшній. Наприкінці 1960-х років Вайнштейн вийшов на пенсію і переїхав з дружиною до Італії. 
Лев Вайнштейн помер у Римі 13 березня 1978 року.
Улюбленими захопленнями Вайнштейна були садівництво, музика та мистецтво. Він був великим симпатиком Італії і працював італійським консулом у Гельсінкі в 1919–1923 роках. Протягом 1949 – 1968 рр. – почесний генеральний консул Італії. 
1928 року Лев та Регіна Вайнштейн, відчуваючи подяку до Фінляндії, на честь десятиріччя свого перебування в цій країні заснували власний фонд (Leo ja Regina Wainsteinin säätiö). Фонд мав чималу кількість капіталу, він надавав гранти та фінансував низку скульптурних творів у Турку, Гельсінкі та Гетеборзі. Фонд функціонував до 2003 р., а далі під трохи зміненою назвою (Leo ja Regina Wainsteinin rahasto) став частиною Фінляндського культурного фонду (Suomen Kulttuurirahasto). 2007 року коштами Фонду Вайнштейнів було зокрема профінансовано частину праці над фінсько-українським словником загальновживаної лексики (автор – Юрій Зуб).